# San Miguel (distrito de La Mar)
San Miguel é um distrito do Peru, departamento de Ayacucho, localizada na província de La Mar.

## Transporte
O distrito de San Miguel é servido pela seguinte rodovia:
- AY-102, que liga a cidade de Tambo ao distrito de Chungui
- PE-28B, que liga o distrito de Pacaycasa à cidade de Ayna [1][2][3]